# Bo R. Holmberg

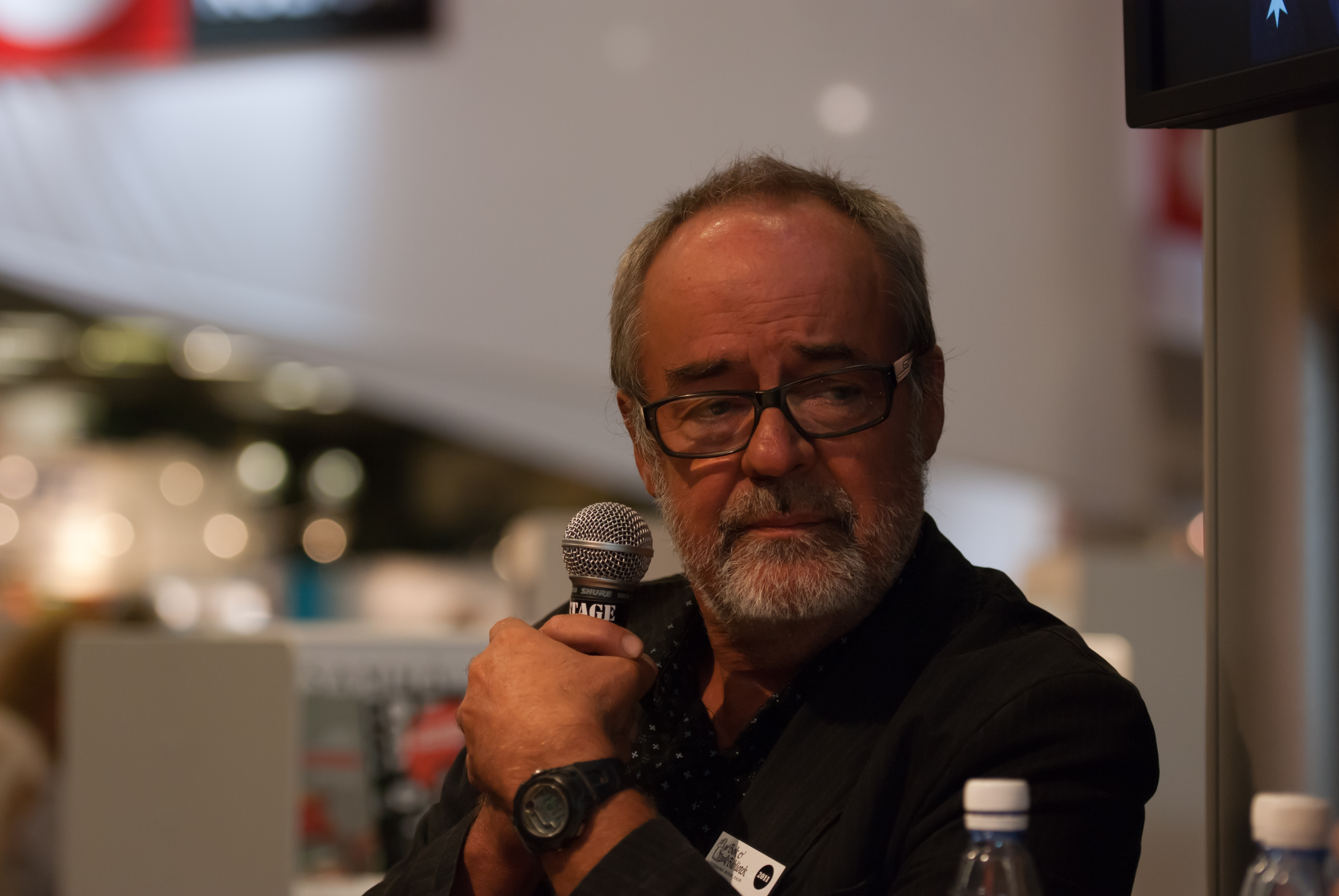
Bo R. Holmberg 2011

Bo Roland Holmberg (* 1945 in Styrnäs, Gemeinde Kramfors) ist ein schwedischer Autor.

## Leben
Holmberg studierte mehrere skandinavische Sprachen und Literaturwissenschaft an der Universität Uppsala. Nach seiner Heirat zog er nach Bredbyn und unterrichtete dort mehrere Jahre in der Oberstufe Schwedisch und Englisch. 1995 nahm er eine Halbtagsstelle an der Hampnäs Volkshochschule an und zog nach Örnsköldsvik. Seit den 1980er Jahren ist er als Kinder- und Jugendbuchautor, Dramatiker und Verfasser von Kurzfilmmanuskripten aktiv, 2002 schrieb er seinen ersten historischen Kriminalroman.

## Werke
(Verlags- und Jahresangaben beziehen sich auf die Original- bzw. deutschen Erstausgaben)

### Kinder- und Jugendbücher
- 1982 Rymlingen
- 1985 Den sommaren och Ellinor
- 1988 Spådomen
- 1992 Älskar han mig?
- 1993 Han sagde JA! (dt. Er sagte ja! Boje, Erlangen 1995, ISBN 3-414-85465-1)
- 1994 Tjuvens dotter (dt. Tochter der Diebin. Ravensburger Buchverlag, Ravensburg 1997, ISBN 3-473-35182-2)
- 1995 Jag - vt åk 9
- 1996 Nattmannens pojke
- 1997 När isen gått
- 1998 Visgossens bror (dt. Hexenjunge. Ravensburger Buchverlag, Ravensburg 2000, ISBN 3-473-35207-1)
- 1998 Agnes och ljuset (dt. Ein Licht in der Dunkelheit. Ravensburger Buchverlag, Ravensburg 1999, ISBN 3-473-34368-4)
- 1999 Den förälskade vitterkarlen och andra ångermanländska berättelser om vittra
- 1999 Agnes och kärleken (dt. So was macht die Liebe. Oetinger, Hamburg 2002, ISBN 3-7891-3708-1)
- 2000 Om det kommer till det värsta
- 2000 Pojken och rövarna
- 2001 Rövarnas hämnd
- 2002 Den siste rövaren
- 2002 En dag med Johnny
- 2003 Drängen i Klingre
- 2003 Hon ska det bli!
- 2004 Linnea och snömannen
- 2004 Magdas mejl
- 2005 Eddie Bolander & jag
- 2005 Vem ska jag ta?
- 2006 Fladdermusräddaren
- 2006 Skuggaren
- 2007 Ska vi rymma?
- 2008 Ristaren
- 2008 Rånaren
- 2009 Hon heter Beatrice
- 2009 Vi rymmer igen!
- 2010 Alice varannan vecka
- 2011 Teresa och jag
- 2011 Bortom saknaden
- 2011 Jättarnas brudkrona

### Historische Kriminalromane
- 2002 Liemannen (dt. Rabenseelen. Heyne, München 2004, ISBN 3-453-87802-7)
- 2003 Snögrav  (dt. Schneegrab. Heyne, München 2005, ISBN 3-453-43142-1)
- 2004 Brandvakt (dt. Brandwache. Heyne, München 2006, ISBN 978-3-453-43166-9)
- 2005 Väktarsax
- 2006 Uppviglaren
- 2008 Återvändarna
- 2010 Knivsliparen

### Sonstige
- 1986 Flotten
- 1987 Sista sommaren
- 1989 Dagsmeja
- 1990 Resan till kärlekens ö
- 1995 Mick Alexander Persson
- 1997 De röda trosorna[1]
- 2003? Linnés vän Peter Artedi
- 2003 Det röda bärnstenssmycket

## Auszeichnungen
- 1998 Astrid-Lindgren-Preis
- 2002 Flintyxan für Liemannen (dt.: Rabenseelen)
- 2005 August-Preis für Eddie Bolander & jag